# GMT
 Ovo je glavno značenje pojma GMT. Za druga značenja pogledajte GMT (razdvojba).
GMT je sustav za predstavljanje vremena koji je bio prihvaćen kao svjetsko vrijeme. Predstavlja vrijeme nulte, odnosno početne vremenske zone (zona "Z").
GMT je eng. kratica za Greenwich Mean Time, a ime je dobilo po nultom meridijanu, koji od 1884. godine prolazi kroz zvjezdarnicu u Greenwichu kraj Londona.
Danas ta kratica polako izlazi iz uporabe (osim u pomorstvu, gdje je zadržala svoje tradicionalno ime), zamjenjuje ju UTC što znači Koordinirano svjetsko vrijeme.